# Roberto Gayón
Roberto Gayón Márquez, född den 1 januari 1905, dödsår okänt, var en mexikansk fotbollsspelare.
Gayón spelade hela sin karriär för Club América och han spelade även i det mexikanska landslaget. Bland annat deltog han i det första världsmästerskapet i fotboll 1930 i Uruguay. Där gjorde han ett mål i den sista gruppspelsmatchen mot Argentina. Hans mål innebar en reducering till 5-3, men Argentina fick in ett mål till genom Guillermo Stábile och vann matchen. Gayóns mål gjorde honom till den tredje mexikanske spelaren genom tiderna att göra mål i ett VM-slutspel.